# Aloja
Aloja ( výslovnost) je město v kraji Limbaži v Lotyšsku a bývalé správní centrum zaniklého kraje Aloja. Nachází se 120 km od Rigy, 44 km od Valmiery.
V historických pramenech je Aloja poprvé zmiňována v roce 1449. V roce 1950 byla obec povýšena na sídlo městského typu, městská práva jí byla udělena v roce 1992. V roce 2015 zde žilo 1266 obyvatel.

## Obyvatelstvo
| Rok  | Počet obyvatel |
| ---- | -------------- |
| 2010 | 1353           |
| 2015 | 1266           |